# Imagawa Ujizane
Imagawa Ujizane (今川氏真, 1538-27 janvier 1615) est un daimyô du Japon médiéval, membre du clan Imagawa.
Il est le père d'Imagawa Norimichi et de Shinagawa Takahisa. Après la mort d'Imagawa Yoshimoto, son père, il se retrouve chef du clan et est attaqué par Shingen Takeda et Ieyasu Tokugawa, ce qui entraîne la chute du clan. Comme son père, Ujizane aime à jouer du kemari.

## Jeunesse
Né à Sunpu, il est le fils ainé d'Imagawa Yoshimoto. En 1554, il épouse la fille de Hōjō Ujiyasu (dame Hayakawa) comme moyen de cimenter l'alliance à trois entre les clans Imagawa, Takeda et Hōjō. Ujizane hérite de la position de chef de famille en 1558 lorsque son père se retire afin de concentrer son attention sur l'avancée des Imagawa dans les provinces de Tōtōmi et Mikawa.

## Chute du clan Imagawa
Après la mort de Yoshimoto, Imagawa Ujizane est attaqué par Shingen et Ieyasu. Ujizane riposte plus tard contre le clan Takeda enclavé par un embargo sur le sel. Cela a peu d'effet parce que Uesugi Kenshin a la possibilité de vendre du sel aux Takeda et aboutit seulement à la chute du clan Imagawa.

## Décès
La famille Imagawa est réunie par Tokugawa Ieyasu et faite vassale des Tokugawa avec le grade de kōke. Ujizane décède au domaine de la famille à Shinagawa en 1615.

## Famille
- Père : Imagawa Yoshimoto (1519-1560)
- Femme : Hayakawa
- Fils : 
  - Imagawa Norimochi
  - Shinagawa Takahisa

## Source de la traduction
- (en) Cet article est partiellement ou en totalité issu de l’article de Wikipédia en anglais intitulé « Imagawa Ujizane » (voir la liste des auteurs).